# Dánial Hoydal
Dánial Hoydal (* 14. Juni 1976 in Tórshavn, Färöer) ist ein färöischer Schriftsteller und Librettist der ersten färöischen Oper Í Óðamansgarði, die am 12. Oktober 2006 in Tórshavn uraufgeführt wird.

## Leben
Dánial ist der Sohn von Gunnar Hoydal und Jette, geborene Dahl. Der bekannte Politiker Høgni Hoydal ist sein Cousin, und die Sängerin und Schauspielerin Annika Hoydal seine Tante.
Nach dem Abitur arbeitete er als Kindergärtner und bei den Zeitungen Sosialurin und Dimmalætting. An der Universität Kopenhagen studierte er Rhetorik und Informatik.
Hoydals literarisches Vorbild ist William Heinesen. Spezialisiert hat er sich auf Liedtexte und Übersetzungen in die färöische Sprache. So schrieb er die Ólavsøka-Kantate 2000 anlässlich des 1000. Jahrestags der Christianisierung der Färöer, 2002 die färöische Übersetzung des Musicals Godspell, später ein Libretto für den Komponisten Sunleif Rasmussen, 2003 die Übersetzung der norwegischen Oper Eystein og Arnhild für Kristian Blak, und 2004 die Übersetzung des Musicals Joseph and the Amazing Technicolor Dreamcoat.
Aus der Zusammenarbeit mit Sunleif Rasmussen entstand die erste färöische Oper mit dem Titel Í Óðamansgarði („Im Garten des Verrückten“) nach einer Erzählung von William Heinesen (Den gale mands have, 1960). Das Libretto ist auf Färöisch, liegt aber bereits in englischer Übersetzung im Internet vor.  Die Uraufführung wird von internationaler Presse begleitet. Die Oper soll auch im Ausland gespielt werden und als 5-sprachige DVD erscheinen.